# Boris Blacher
Boris Blacher (Niu-chang, 19 gennaio 1903 – Berlino, 30 gennaio 1975) è stato un compositore tedesco.

## Biografia
Boris Blacher nacque nel 1903 a Niu-chang (l'attuale Yingkou) nella provincia di Liaoning, in Cina. Era figlio di un banchiere che, per motivi di lavoro, si doveva frequentemente spostare con la famiglia in Cina e in Siberia: in quest'ultima regione, nella cittadina di Irkutsk prese le prime lezioni di pianoforte. Nel 1922 si spostò a Berlino per studiare architettura e matematica presso la locale università, ma ben presto decise di mettere a frutto le sue qualità musicali. A partire dal 1924 cominciò a studiare con Friedrich Koch e nel 1925 scrisse la sua prima composizione degna di nota, la colonna sonora per il film muto Bismarck.
La vivacità culturale berlinese nella sua epoca lo portò a conoscere i più svariati stili compositivi, oltre alle differenti correnti artistiche appena sorte. Nel 1929 compose Habemajaja, opera per la radio di derivazione dada.
Le sue composizioni furono però oggetto di aspre critiche da parte del regime nazista, che le considerò musica degenerata, cioè in contrasto con le loro direttive sull'arte. Le sue opere maggiormente criticate furono Capriccio (per orchestra, 1935) e Concertante musik (op.10, per orchestra, 1937, tuttora uno dei suoi lavori più eseguiti). Sebbene non fosse visto di buon occhio dal governo, nel 1937 riuscì, grazie all'aiuto dell'amico Karl Böhm, ad ottenere il posto di insegnante di composizione presso il Conservatorio di Dresda. Blacher però poté restare a Dresda solo fino al 1939, a causa dell'opposizione politica.
Caduto in completa disgrazia durante la Seconda guerra mondiale, visse nascosto nella casa di un amico dal 1943 alla fine della guerra, per paura di rappresaglie nei suoi confronti (uno dei suoi nonni aveva ascendenze ebraiche).
Fu solo nel 1947 che Blacher acquisì grande fama, con l'esecuzione del suo nuovo Variazioni su un tema di Paganini (op.29, per orchestra, 1947). L'anno seguente venne invitato a prendere la cattedra di composizione presso la facoltà di musica dell'Universität der Künste Berlin, posto che mantenne fino al 1970, dopo esserne diventato preside. È da segnalare, del 1961, una composizione collettiva, Jüdische Chronik scritta assieme ai maggiori compositori tedeschi dell'epoca (Paul Dessau, Karl Amadeus Hartmann, Hans Werner Henze e Rudolf Wagner-Régeny).
Considerato uno dei più importanti compositori della sua epoca, rimase impegnato nella composizione fino alla morte, ricevendo commissioni anche da istituzioni di grande importanza come la BBC per la quale nel 1956 scrisse Orchester-Fantasie (Fantasia per orchestra); per l'Orchestra di Cleveland, negli Stati Uniti, l'anno seguente compose Music for Cleveland.

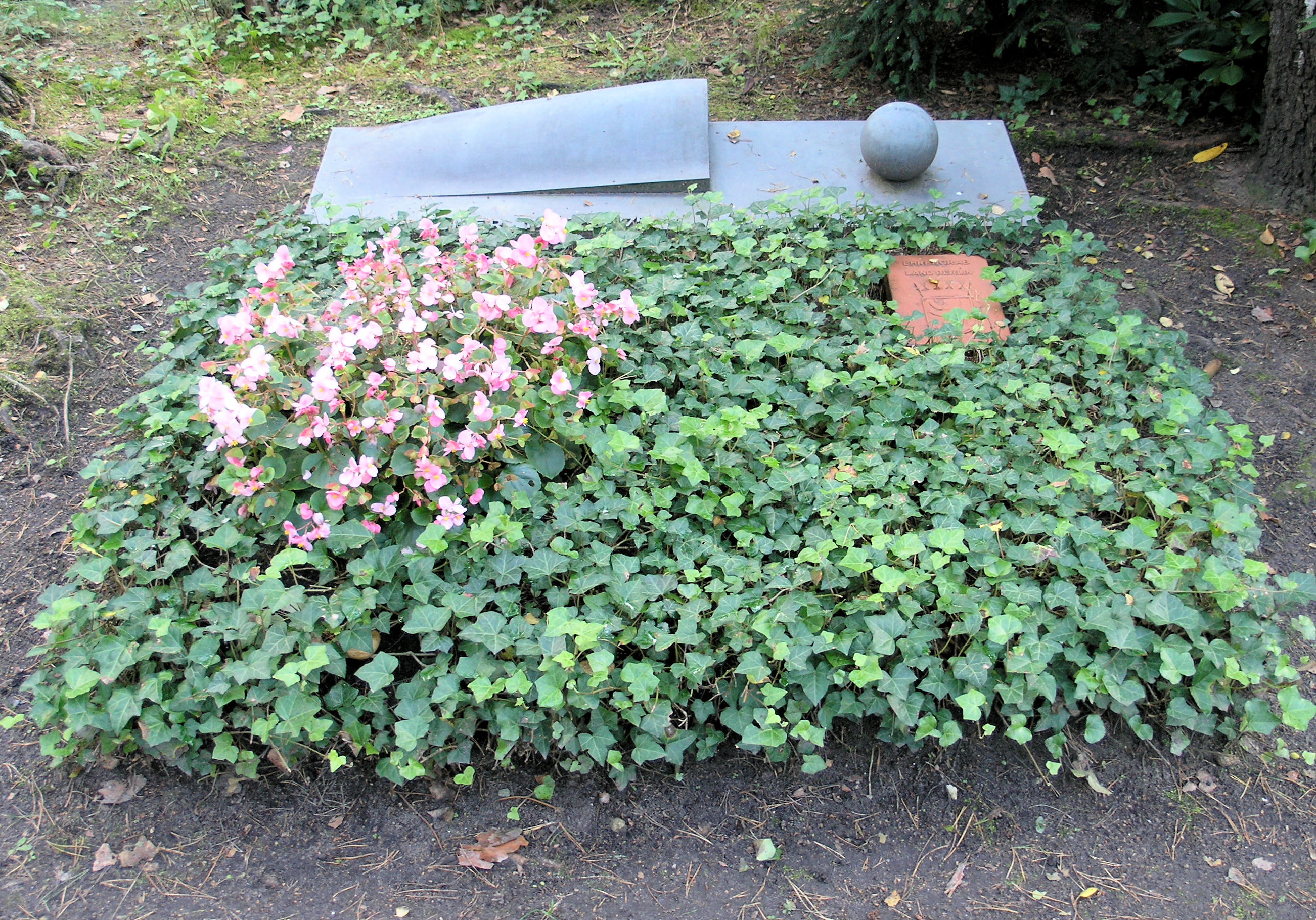
Tomba di Blacher presso il Cimitero monumentale di Waldfriedhof Zehlendorf (Berlino)

Stimato insegnante, fra i suoi allievi si possono annoverare Aribert Reimann, George Crumb, Niccolò Castiglioni, Paul Fetler, Isang Yun, Heinz von Cramer, Klaus Huber, Francis Burt, Gottfried von Einem, e Richard Wernick.
Blacher ebbe inoltre due figli, Tatjana Blacher, attrice e Kolja Blacher, violinista dei Berliner Philharmoniker e solista di fama internazionale.

## Stile
Influenzato dai compositori europei suoi contemporanei, viene accostato molto spesso alla poetica di Igor' Fëdorovič Stravinskij, per via del suo stile post-romantico, a tratti neo-classico; a Darius Milhaud nella predilezione per degli schemi ritmici molto complicati di derivazione afro-americana; a Béla Bartók e Alban Berg per la sua formazione musicale.
Si avvicinò alla musica dodecafonica a partire dai primi anni cinquanta, modificando il tradizionale sistema seriale per ottenere un risultato applicabile più al ritmo che all'altezza delle note, chiamato "sistema del metro variabile", che venne utilizzato per la prima volta con "Klavier-Ornamente" (per pianoforte, 1950). Il metodo dodecafonico originale venne invece utilizzato da Blacher per la prima volta con il balletto "Lysistrata" (1950).
Nel decennio successivo sperimentò anche la strada della musica elettronica.
La sua produzione è costituita perlopiù da musica per il teatro (13 opere liriche e 9 balletti) ma esiste anche un consistente numero di composizioni per orchestra e da camera.
Tutte le sue composizione sono edite da Boosey & Hawkes.

## Composizioni (lista parziale)

### Opere liriche
- 1943, Romeo und Julia
- 1953, Abstrakte Oper no.1
- 1960, Rosamunde un Floris
- 1966, Zwischenfälle bei einer Notlandung
- 1969, Zweihunderttausend Taler

### Balletti
- 1949, Hamlet
- 1951, Lysistrata
- 1955, Der Mohr von Venedig
- 1965, Tristan

### Orchestra
- 1931, Concerto für 2 Trompeten und 2 Streichorchester
- 1932, Kleine Marschmusik für Orchester
- 1935, Divertimento für Streichorchester
- 1936, Divertimento für sinfonisches Blasorchester
- 1937, Concertante Musik
- 1942, Concerto per orchestra archi op. 20 ("Konzert für Streichen") all'Opera di Amburgo diretta da Eugen Jochum
- 1947, Paganini-Variationen
- 1956, Hommage à Mozart

### Oratori
- 1943, Der Großinquisitor